# Avatar: The Last Airbender - Imbalance
Avatar: The Last Airbender - Imbalance é uma história em quadrinhos norte-americana publicada pela editora Dark Horse entre 2018 e 2019. Foi escrita por Faith Erin Hicks, que substitui Gene Luen Yang no roteiro da série, junto com Bryan Konietzko e Michael Dante DiMartino, além de contar com a arte de Peter Wartman e as cores de Ryan Hill. É baseada na série animada Avatar: The Last Airbender e sucede o quadrinho North and South.

## Sinopse
Aang enfrenta uma decisão sem volta!
Quando Aang, Katara, Sokka e Toph retornam às Indústrias Earthen Fire - a fábrica de propriedade do pai de Toph - Aang fica surpreso quando sua chegada é recebida com frieza. Assim que a equipe é solicitada a ajudar em uma reunião do conselho empresarial, o motivo do desprezo fica claro: um enorme conflito entre dominadores e não dominadores tomou conta da cidade e ameaça se tornar violento. Para curar a divisão e salvar a cidade, Aang e a equipe enfrentarão decisões difíceis sobre poder e identidade que podem separá-los.

## Produção
Foi anunciada oficialmente em 26 de fevereiro de 2018 pelo site Entertainment Weekly. O site noticiou que o quadrinho teria a estreia da escritora Faith Erin Hicks, conhecida pela obra The Nameless City, na série, substituindo o então roteirista de longa data Gene Luen Yang. Além disso, o desenhista Peter Wartman daria conta da arte da obra. A história seguiria Aang, Katra, Sokka e Toph lidando com um conflito entre dominadores e não-dominadores em uma cidade industrial em desenvolvimento.

## Publicação
A primeira edição chegou as bancas em 18 de dezembro de 2018, enquanto a segunda em em 14 de maio do ano seguinte. A última edição foi lançada em 1 de outubro de 2019. Uma versão encadernada juntando todas as edições estreou em 17 de junho de 2020, enquanto um omnibus foi lançado em 30 de agosto de 2023.

## Recepção
Melody E McIntyre publicou uma crítica para o site HorrorTree, dizendo que: "Imbalance captura o espírito da série original...", adicionando ainda que recomenda "essa colecção para qualquer fã da série original..."